# Як це зроблено?
Як це зроблено? (англ. «How It's Made?») — документальний телесеріал, прем'єра якого відбулася 6 січня 2001 року на телевізійному каналі Science Channel в США і каналі Discovery Channel у Канаді. Програму випускають у канадській провінції Квебек. У передачі показують усі стадії промислового виробництва різних предметів і харчових продуктів, а закадровий ведучий розповідає про це. Цей науково-популярний телевізійний серіал наочно та доступно розповідає телеглядачам про найсучасніші і новаторські машини та механізми, які найбільш широко використовують у суспільстві, що змінили рівень розвитку нашої цивілізації, надавши вплив на життя сучасного людства. Кожна серія — це захоплива розповідь про технологію виробництва будь-яких чотирьох сучасних технічних засобів. Програма виходить з 2001 року. Станом на 2014 рік відзнято 23 сезони по 13 серій у кожному, а також триває виробництво 24 сезону (2014—2015 рік). Кожен випуск телепередачі виконаний окремим (самостійним) блоком з чотирьох епізодів у кожному. Іноді один з епізодів програми випускається у двох частинах, але загальна кількість епізодів завжди чотири. Це зроблено для можливості розміщення до трьох рекламних блоків протягом однієї телепередачі. За час виробництва програми «How it's Made» змінювалися провідні, заставки, але схема випусків змін не зазнала: в кожному сезоні 13 серій, у кожній серії по чотири епізоди.

## Ведучі
- Mark Tewksbury — сезон 1 (2001);
- Lynn Herzeg — сезони 2 — 4 (2002 — 2004);
- June Wallack — сезон 5 (2005);
- Lynne Adams — сезони 6 — (2006 — до теперішнього часу).